# Ursula Lehr
Ursula Maria Lehr z domu Leipold (ur. 5 czerwca 1930 we Frankfurcie nad Menem, zm. 25 kwietnia 2022 w Bonn) – niemiecka polityk, psycholog, gerontolog i nauczycielka akademicka, profesor, deputowana do Bundestagu, w latach 1988–1991 minister ds. młodzieży, rodziny, kobiet i zdrowia.

## Życiorys
W 1949 zdała maturę, po czym do 1954 studiowała psychologię, filozofię, germanistykę oraz historię sztuki na uniwersytetach we Frankfurcie nad Menem i Bonn. W 1955 została pracownikiem naukowym na Uniwersytecie w Bonn. Habilitowała się w 1968, objęła stanowisko profesora psychologii rozwoju człowieka. W latach 1972–1976 pracowała na Uniwersytecie Kolońskim. Następnie do 1986 była profesorem psychologii i kierownikiem instytutu psychologii na Uniwersytecie w Bonn. Później, do czasu przejścia na emeryturę, związana z Uniwersytetem w Heidelbergu, założyła na tej uczelni instytut gerontologii. W pracy badawczej specjalizowała się m.in. w gerontologii, należąc do pionierów w tej dziedzinie naukowej w Niemczech.
W 1986 przystąpiła do Unii Chrześcijańsko-Demokratycznej (CDU). W latach 1988–1991 była ministrem do spraw młodzieży, rodziny, kobiet i zdrowia w trzecim rządzie Helmuta Kohla. W latach 1990–1994 sprawowała mandat posłanki do Bundestagu z Hesji.
Wycofała się następnie z działalności politycznej. Na Uniwersytecie w Heidelbergu założyła Deutsches Zentrum für Alternsforschung, centrum zajmujące się badaniami nad starzeniem. Kierowała tą instytucją w latach 1995–1998. Pełniła też funkcje przewodniczącej DGGG (towarzystwa gerontologii i geriatrii) oraz BAGSO (stowarzyszenia organizacji seniorów).